# Alex Legend
Alex Legend (ur. 29 maja 1983 w Tours) – francuski aktor, producent i reżyser filmów pornograficznych.
Pseudonim utworzył od swojego prawdziwego imienia i tytułu filmu Francisa Lawrence’a Jestem legendą (I Am Legend, 2007).
W 2016 został nominowany do branżowych nagród AVN Award, XBIZ Award i XRCO Award dla najlepszego debiutanta.

## Życiorys
W szkole średniej był „samotnikiem”, uczył się gry na gitarze i jeździł na deskorolce. Pracował na różnych stanowiskach, zanim w 2007 przeniósł się do Los Angeles, gdzie rozpoczął karierę muzyczną jako gitarzysta, producent muzyczny i dyskdżokej zajmujący się dobieraniem oraz odtwarzaniem i miksowaniem muzyki na żywo. Pracował jako barman. Uczęszczał także do szkoły muzycznej w Hollywood. Komponował muzykę do reklam i stron internetowych. Grał w kilku zespołach, z którymi koncertował. 
Trafił do branży pornograficznej, kiedy poprzez wspólnych znajomych w maju 2014 poznał swoją dziewczynę, Kailę Katesh Freas, znaną pod pseudonimem Penny Pax jako aktorka porno. Za namową Penny Pax, która przedstawiła go swojemu agentowi, Markowi Spieglerowi, wziął udział w przesłuchaniu w scenie masturbacji. Następnie wystąpił w scenie z Penny Pax w filmie Jamesa Deena Pornoromance 2 (2014) oraz w scenach seksu grupowego w produkcjach BDSM w reż. Toniego Ribasa, firmy produkującej internetowe porno Kink.com w San Francisco – It Takes Five Thick Fire Hoses to Drench Simone Sonay’s Hot MILF Cunt (2014) jako jeden z pięciu strażaków i Horror Whore’s gangbang dream comes true!! (2014) w masce Ghostface’a ze slashera Wesa Cravena Krzyk.
Pracował dla takich wytwórni jak Evil Angel, Elegant Angel, VNA Network, Sticky Video, Naughty America, Brazzers, Reality Kings, Pulse Distribution i Mofos. 
W 2016 uruchomił witrynę AlexLegendxxx.com zawierającą ok. 500 scen i ponad 27 tys. zdjęć. Publikował również treści na Pornhub Premium, XHamster Premium, Clips4Sale, ManyVids, OnlyFans, Adult Empire, HotMovies i AEBN.
W rankingu portalu The Lord Of Porn – TOP 10 scen z August Ames (1994-2017) scena seksu z jego udziałem w produkcji A Hot Day In August (2017) zdobyła drugie miejsce, TOP 5 scen porno 2018 z Abellą Danger w filmie Highlighting Her Curves (2018) zajęła drugie miejsce, w listopadzie 2019 TOP 5 scen porno triolizmu w Jane’s Wild DP (2019) z Jane Wilde i Samem Shockiem trafiła na trzecie miejsce, a TOP 10 scen seksu samochodowego z ostatniej dekady (2015-2025) scena w Brazzers Sneaky Car Dealership... (2023) z Alexą Payne i Emmą Magnolią trafiła na czwarte miejsce.

## Nagrody i nominacje
| Rok  | Nagroda           | Kategoria                                                    | Film                                                        | Inni wykonawcy | Rezultat  |
| ---- | ----------------- | ------------------------------------------------------------ | ----------------------------------------------------------- | --- | --------- |
| 2016 | XBIZ Award        | Najlepszy debiutant                                          | —                                                           | — | Nominacja |
| 2016 | XBIZ Award        | Najlepsza scena — wydanie winiety                            | Busty Workout (2015)                                        | Alexis Adams | Nominacja |
| 2016 | AVN Award         | Najlepszy debiutant                                          | –                                                           | – | Nominacja |
| 2016 | XRCO Award        | Najlepszy nowy ogier                                         | —                                                           | — | Nominacja |
| 2017 | AVN Award         | Najlepsza scena seksu grupowego                              | Gangbanged 7 (2016)                                         | Aidra Fox, Alex Davis, John Strong, Mr. Pete i Markus Dupree | Nominacja |
| 2018 | AVN Award         | Najlepsza scena triolizmu – chłopak/chłopak/dziewczyna       | Good Times (2017)                                           | Karlee Grey i Logan Long | Nominacja |
| 2018 | AVN Award         | Najbardziej skandaliczna scena seksu                         | Big Messy Gangbang (2017)                                   | John Strong, Jon Jon, Mike Mancini, Adriana Chechik, Chanel Preston, Ricky Johnson, Steve Holmes, Small Hands, Tommy Pistol, Tony Martinez, Markus Dupree             | Nominacja |
| 2018 | Inked Award       | Wykonawca roku                                               | —                                                           | — | Nominacja |
| 2018 | XBIZ Award        | Najlepsza scena seksu — realizacja komediowa                 | Viking Girls Gone Horny (2017)                              | Nicole Aniston | Nominacja |
| 2019 | AVN Award         | Najlepsza scena seksu triolizmu – chłopak/chłopak/dziewczyna | The Possession of Mrs. Hyde (2018)                          | Reagan Foxx i Ramón Nomar | Nominacja |
| 2019 | AVN Award         | Najlepsza scena seksu triolizmu – chłopak/chłopak/dziewczyna | Seduction of Heidi (2018)                                   | Logan Long i Romi Rain | Nominacja |
| 2019 | AVN Award         | Najlepsza scena seksu grupowego                              | Doe Projects 12464: Cinedoe? College Reunion? Part 2 (2018) | Abella Danger, Jessy Jones, Markus Dupree, Valentina Nappi i Vicki Chase                                                                                              | Nominacja |
| 2020 | NightMoves Award  | Najlepszy aktor                                              | —                                                           | — | Nominacja |
| 2020 | XBIZ Award        | Najlepsza scena seksu — gonzo                                | Super Whores (2019)                                         | Chris Strokes i Lily Lane | Nominacja |
| 2020 | AltPorn Award     | Nagroda fanów: Ulubione wideo gonzo                          | Very Adult Wednesday Addams 3 (2019)                        | Markus Dupree, Evelyn Claire, Marley Brinx, Joanna Angel, Lily Lane, Kyle Mason, Jessie Lee i Small Hands                                                             | Wygrana   |
| 2020 | Spank Bank Award  | Najbardziej niedoceniany wykonawca                           | —                                                           | — | Nominacja |
| 2025 | XMA Award         | Nagroda fanów: Ulubiony twórca                               | —                                                           | — | Nominacja |
| 2025 | XMA Creator Award | Wideoklip roku – seks grupowy/orgia                          | Plugtalk Roller Rink Orgy (2024)                            | Melissa Stratton, Connie Perignon, Emily Norman, Joanna Angel, Violet Myers, Lena The Plug, Adriana Chechik, Adam22, Dwayne Foxxx, Jamie Knoxx, Mazee i Rocket Powers | Nominacja |